# Classe Dyugon
La classe Dyugon o Progetto 21820 (in cirillico: Дюго́нь) è una classe di mezzi da sbarco sviluppati negli anni duemila dalla JSC Alexeev’s Central Hydrofoil Design Bureau ed entrati in servizio nella Marina militare russa a partire dal 2010.
Progettati per trasportare truppe e mezzi corazzati permettendogli di sbarcare su tratti di costa privi di infrastrutture, possono trasportare fino a 140 tonnellate di equipaggiamento in diverse combinazioni di carico, equivalenti a: tre carri armati T-72 o cinque mezzi da trasporto truppe BTR-82A e 50 soldati.

## Unità
| Nome                        | Lancio           | Varo              | Commissione      | Flotta       | Stato  |
| --------------------------- | ---------------- | ----------------- | ---------------- | ------------ | ------ |
| Ataman Platov               | 21 febbraio 2006 | 17 luglio 2009    | 2010             | del Caspio   | Attivo |
| Denis Davydov               | 18 gennaio 2012  | 26 luglio 2013    | 24 novembre 2014 | del Baltico  | Attivo |
| Ivan Kartsov                | 2010             | 30 settembre 2013 | 11 giugno 2015   | del Pacifico | Attivo |
| Lieutenant Rimskij-Korsakov | 21 giugno 2012   | 10 aprile 2014    | 4 luglio 2015    | del Baltico  | Attivo |
| Midshipman Lermontov        | 18 gennaio 2013  | 5 giugno 2014     | 4 luglio 2015    | del Baltico  | Attivo |

## Utilizzatori
Russia
- Voenno-morskoj flot